# EuroBasket de 1967
O EuroBasket 1967 (também conhecido com Campeonato Europeu de Basquetebol da FIBA de 1967) foi a décima quinta edição do torneio continental organizado pela FIBA Europa, que teve como sedes as cidades de Helsínquia e Tampere.
A União Soviética conquistou o nono título do EuroBasket, sendo o sexto consecutivo. O EuroBasket também marcou o primeiro título e participação na competição de Sergei Belov, um dos maiores armadores da ex-União Soviética.

## Sedes
| Helsinki                               | Tampere                                 |
| -------------------------------------- | --------------------------------------- |
| Helsingin jäähalli Capacidade de 8 200 | Tampereen jäähalli Capacidade de 10 200 |
|                                        |                                         |

## Primeira fase

### Grupo A (sede em Helsinki)

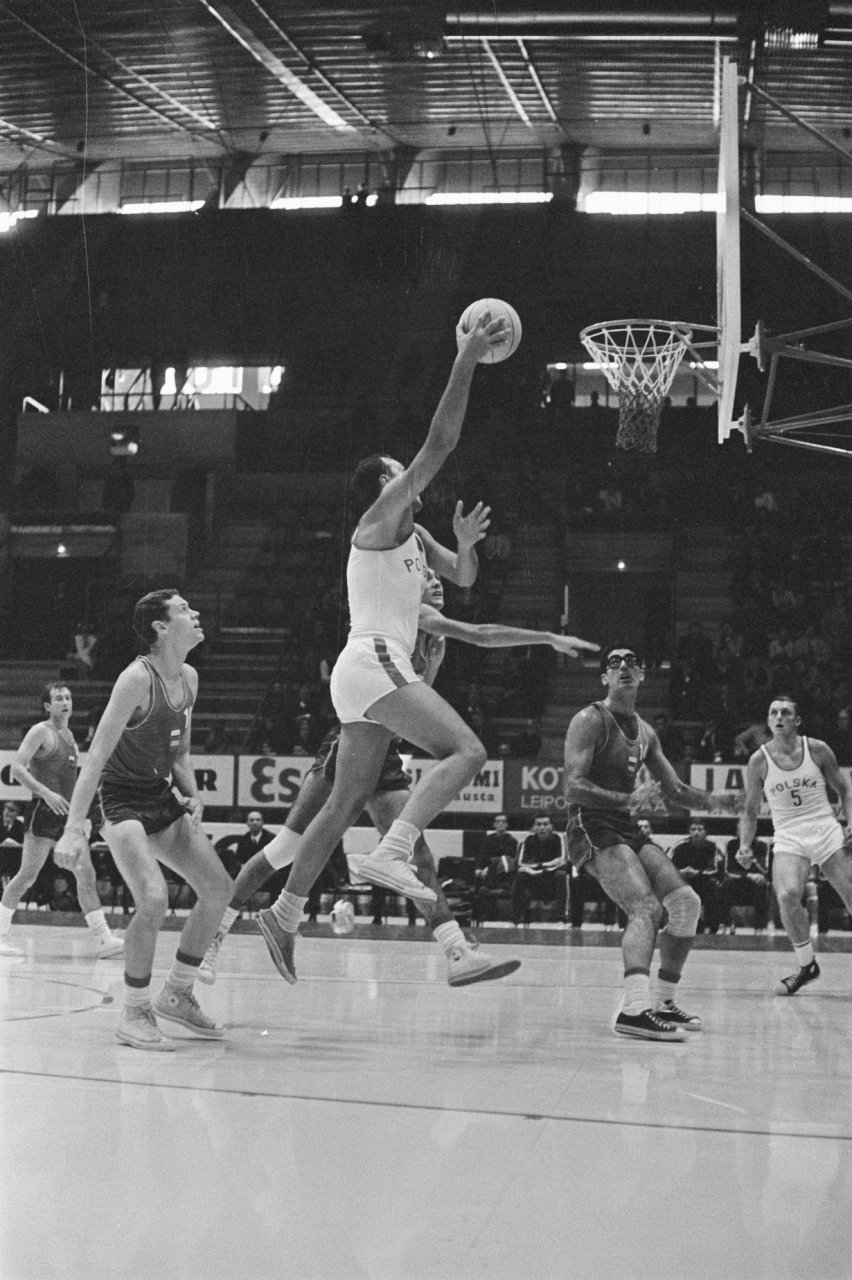
Confronto entre Espanha e Polônia.

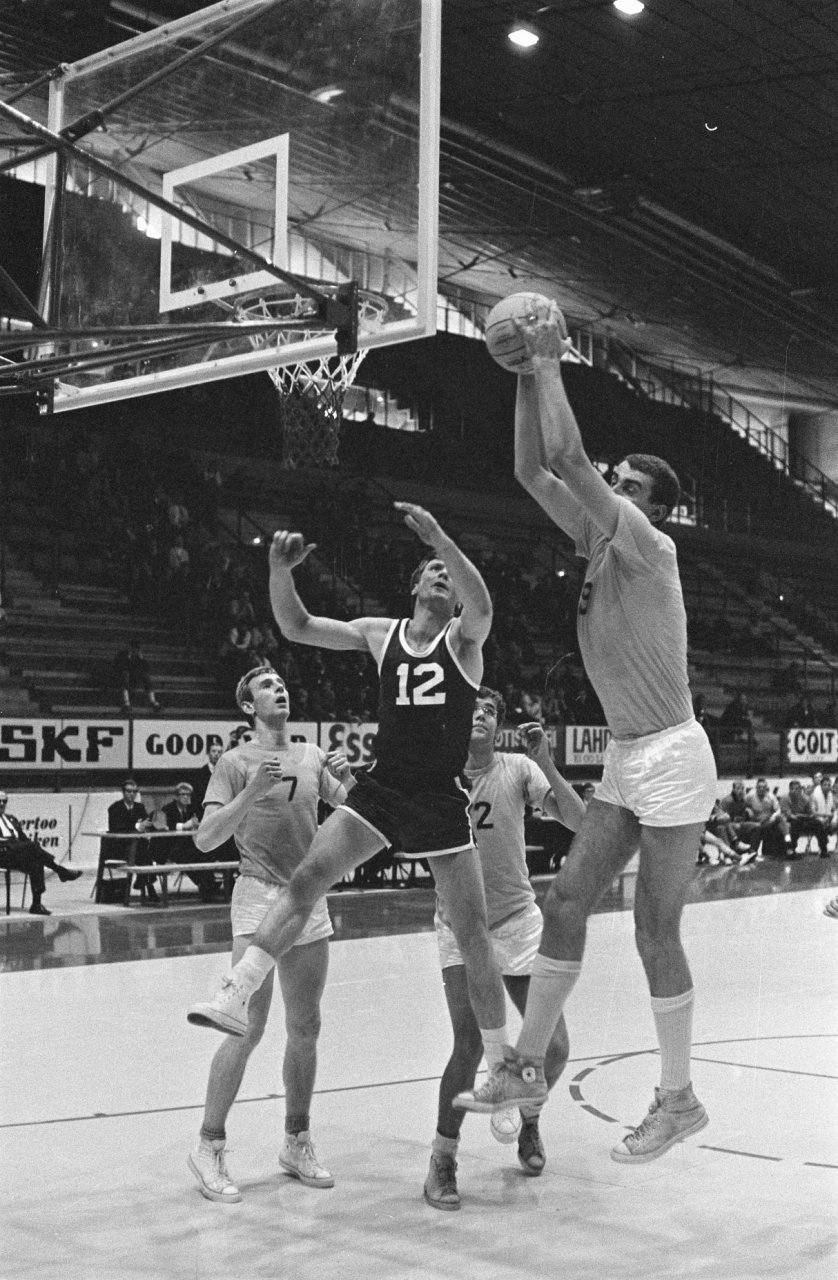
Confronto entre Bélgica e Holanda.

| Espanha       | Roménia       | 85–88 |
| Bélgica       | Iugoslávia    | 66–73 |
| Finlândia     | Países Baixos | 83–70 |
| Polónia       | Suíça         | 75–90 |
| Bélgica       | Países Baixos | 82–70 |
| Espanha       | Polónia       | 71–88 |
| Iugoslávia    | Suíça         | 66–74 |
| Finlândia     | Roménia       | 57–51 |
| Países Baixos | Iugoslávia    | 46–96 |
| Bélgica       | Roménia       | 74–77 |
| Espanha       | Suíça         | 65–98 |
| Finlândia     | Polónia       | 68–80 |
| Países Baixos | Roménia       | 64–83 |
| Bélgica       | Polónia       | 68–98 |
| Espanha       | Iugoslávia    | 68–82 |
| Finlândia     | Suíça         | 54–49 |
| Países Baixos | Polónia       | 65–69 |
| Bélgica       | Suíça         | 72–92 |
| Finlândia     | Espanha       | 76–69 |
| Iugoslávia    | Roménia       | 73–75 |
| Países Baixos | Suíça         | 68–78 |
| Bélgica       | Espanha       | 76–89 |
| Polónia       | Roménia       | 75–58 |
| Finlândia     | Iugoslávia    | 59–68 |
| Roménia       | Suíça         | 61–69 |
| Espanha       | Países Baixos | 79–71 |
| Finlândia     | Bélgica       | 82–62 |
| Iugoslávia    | Polónia       | 65–69 |

| Pos. | Equipe        | Partidas | Vitórias | Derrotas | Resultados | Pontos | Diferença |
| ---- | ------------- | -------- | -------- | -------- | ---------- | ------ | --------- |
| 1.   | Suíça         | 7        | 6        | 1        | 550:461    | 12     | +89       |
| 2.   | Polónia       | 7        | 6        | 1        | 554:485    | 12     | +69       |
| 3.   | Finlândia     | 7        | 5        | 2        | 479:449    | 10     | +30       |
| 4.   | Roménia       | 7        | 4        | 3        | 493:497    | 8      | −4        |
| 5.   | Iugoslávia    | 7        | 4        | 3        | 523:507    | 8      | +16       |
| 6.   | Espanha       | 7        | 2        | 5        | 526:579    | 4      | −53       |
| 7.   | Bélgica       | 7        | 1        | 6        | 500:581    | 2      | −81       |
| 8.   | Países Baixos | 7        | 0        | 7        | 454:570    | 0      | −116      |

### Grupo B  (sede em Tampere)
| Bulgária          | Hungria           | 66–58                     |
| Israel            | União Soviética   | 65–93                     |
| Itália            | Alemanha Oriental | 65–55                     |
| Grécia            | França            | 78–69                     |
| Bulgária          | Grécia            | 64–66                     |
| Israel            | Hungria           | 60–56                     |
| Alemanha Oriental | União Soviética   | 67–83                     |
| Itália            | França            | 47–42                     |
| Alemanha Oriental | França            | 56–68                     |
| União Soviética   | Hungria           | 85–54                     |
| Israel            | Grécia            | 75–75 (prorrogação 91–81) |
| Bulgária          | Itália            | 73–71                     |
| Grécia            | Hungria           | 69–60                     |
| União Soviética   | França            | 108–52                    |
| Israel            | Itália            | 67–70                     |
| Bulgária          | Alemanha Oriental | 68–66                     |
| Bulgária          | França            | 65–67                     |
| Itália            | Hungria           | 73–80                     |
| Israel            | Alemanha Oriental | 74–67                     |
| Grécia            | União Soviética   | 41–82                     |
| Israel            | França            | 75–68                     |
| Alemanha Oriental | Hungria           | 55–59                     |
| Bulgária          | União Soviética   | 61–84                     |
| Itália            | Grécia            | 74–58                     |
| França            | Hungria           | 56–51                     |
| Bulgária          | Israel            | 78–61                     |
| Alemanha Oriental | Grécia            | 69–56                     |
| Itália            | União Soviética   | 91–105                    |

| Pos. | Equipe            | Partidas | Vitórias | Derrotas | Resultados | Pontos | Diferença |
| ---- | ----------------- | -------- | -------- | -------- | ---------- | ------ | --------- |
| 1.   | União Soviética   | 7        | 7        | 0        | 640:431    | 14     | +209      |
| 2.   | Bulgária          | 7        | 4        | 3        | 475:475    | 8      | +2        |
| 3.   | Itália            | 7        | 4        | 3        | 490:480    | 8      | +10       |
| 4.   | Israel            | 7        | 4        | 3        | 493:513    | 8      | −20       |
| 5.   | Grécia            | 7        | 3        | 4        | 449:509    | 6      | −60       |
| 6.   | França            | 7        | 3        | 4        | 422:480    | 6      | −58       |
| 7.   | Hungria           | 7        | 2        | 5        | 418:464    | 4      | −46       |
| 8.   | Alemanha Oriental | 7        | 1        | 6        | 435:472    | 2      | −37       |

## Fase final

### Posições 13 - 16 em Tampere
| Time 1  | Time 2            | Resultado |
| ------- | ----------------- | --------- |
| Hungria | Países Baixos     | 76–71     |
| Bélgica | Alemanha Oriental | 63–78     |

### Posições 9 – 12 em Helsinki
| Time 1     | Time 2  | Resultado                 |
| ---------- | ------- | ------------------------- |
| Iugoslávia | França  | 75–69                     |
| Grécia     | Espanha | 85–85 (prorrogação 95–99) |

### Posições 5 – 8 em Tampere
| Time 1    | Time 2  | Resultado |
| --------- | ------- | --------- |
| Itália    | Roménia | 57–63     |
| Finlândia | Israel  | 73–60     |

### Posições 1 – 4 em Helsinki
| Time 1          | Time 2   | Resultado |
| --------------- | -------- | --------- |
| Suíça           | Bulgária | 82–79     |
| União Soviética | Polónia  | 108–68    |

### Finais
| Posição final | Time 1        | Time 2            | Resultado |
| ------------- | ------------- | ----------------- | --------- |
| 15º lugar     | Países Baixos | Bulgária          | 77–92     |
| 13º lugar     | Hungria       | Alemanha Oriental | 78–62     |
| 11º lugar     | França        | Grécia            | 74–69     |
| 9º lugar      | Iugoslávia    | Espanha           | 101–73    |
| 7º lugar      | Itália        | Israel            | 74–72     |
| 5º lugar      | Roménia       | Finlândia         | 71–64     |
| 3º lugar      | Bulgária      | Polónia           | 76–80     |
| Final         | Suíça         | União Soviética   | 77–89     |

| EuroBasket 1967 Campeões  |
| ------------------------- |
| União Soviética 9º Titulo |